# طرح

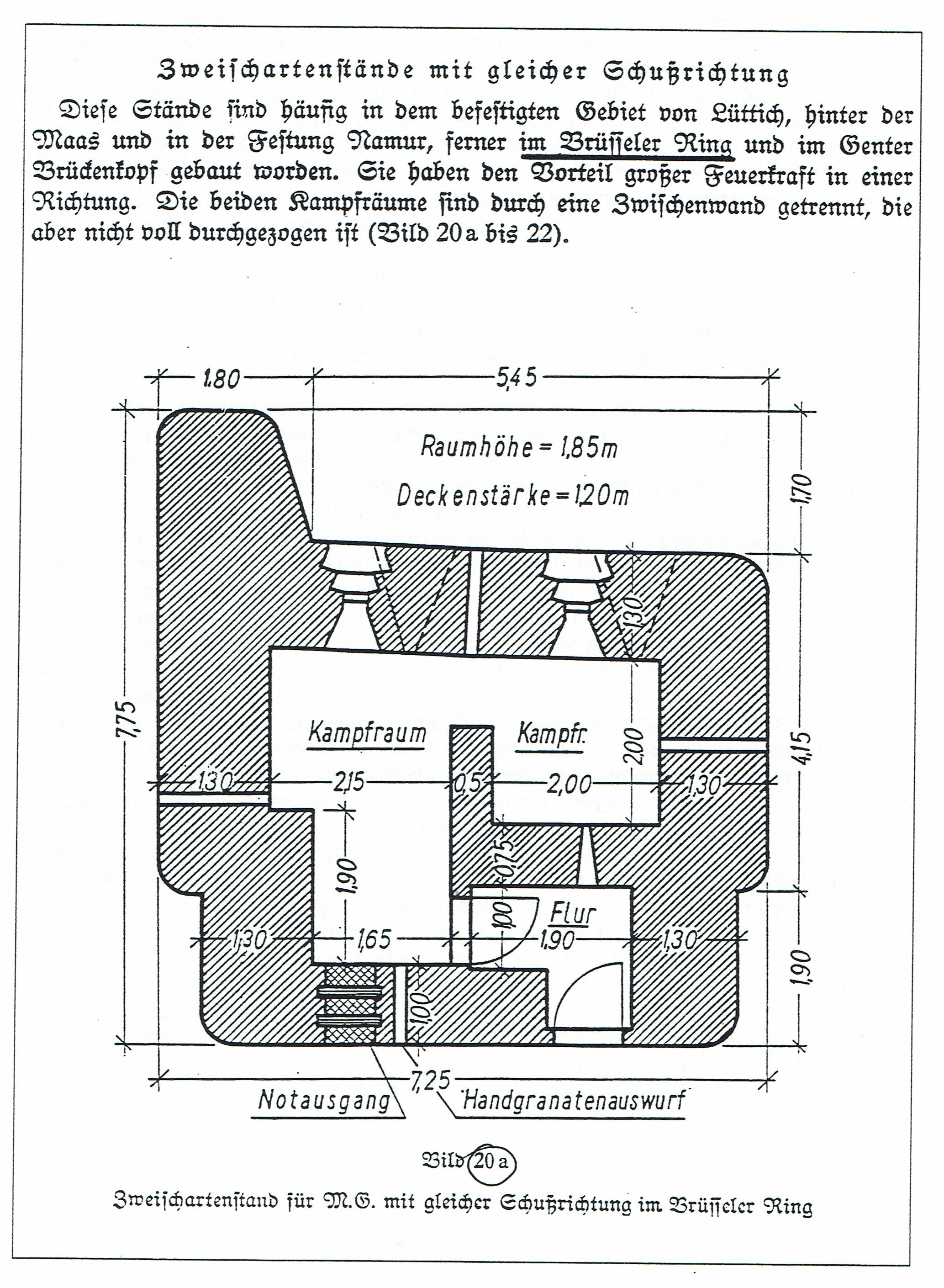
نمونه‌ایی دستی از یک طرح

طرح (به انگلیسی: Plan or bill) به طور نوعی، هر روش مورد استفاده برای رسیدن به یک هدف خاص است.
طرح از برنامه کلی‌تر است و برنامه‌ها زیر مجموعۀ طرح هستند.
برنامه‌ها تفصیلی تر و جزئی تر از طرح هستند و تشکیل طرح را می‌دهند.
طرح،‌یکی از انواع پیشنهادات قانونی در مجلس است است که از سوی گروهی از نمایندگان مجلس (حداقل ۱۵ نفر) به صورت قانونی به مجلس ارائه می‌شود.
طرح‌های قانونی باید حداقل به پیشنهاد پانزده نماینده در مجلس ارائه گردد. طرح می‌تواند به صورت یک فوریت، دو فوریت یا سه فوریت به مجلس ارائه شود.
نحوه ارائه طرح در کنگره قانونگذاری آمریکا به این شکل است که هر یک از اعضای مجلس نمایندگان می تواند در هر زمانی که مجلس در حال برگزاری است، طرح مورد نظر خود را با قرار دادن آن در کنار میز کارمند در سالن برگذاری جلسات(صحن) به مجلس ارائه کند. امضای حامی طرح باید روی آن درج شود که ممکن است تعداد نامحدودی حامی داشته باشد. طرح توسط منشی شماره می‌شود و به کمیته صالح که کمیته رسیدگی به پیشنهادات قانونی است ارجاع می شود.
مجلس نمایندگان کار خود را بین بیش از بیست کمیته دائمی تقسیم می کند. پس از ارائه طرح یا لایحه و ارجاع به کمیته صالح، کمیته اغلب به منظور مطالعه، استماع، بازنگری و تصویب آن را به کمیته(های) فرعی تخصصی خود ارسال می کند.
در کمیته معمولاً اولین گام در این فرآیند یک جلسه استماع عمومی است که در آن کمیته یا اعضای کمیته فرعی ذینفعان یا متخصصان را برای ابراز دیدگاه های مختلف در مورد آن دعوت می کنند. پس از اتمام جلسات استماع، لایحه در جلسه ای مورد بررسی قرار می گیرد که عموماً به عنوان جلسه "ارزیابی" شناخته می شود. در این مرحله، ممکن است اصلاحاتی در لایحه ارائه شود و اعضای کمیته یا کمیته فرعی به پذیرش یا رد این تغییرات رأی دهند. در پایان بحث، رای گیری از اعضای کمیته یا کمیته فرعی انجام می شود تا مشخص شود که چه اقدامی در مورد پیشنهاد قانونی انجام شود. می توان آن را با یا بدون اصلاح ارائه کرد یا گزارش اصلاحی در خصوص ارائه نمود و یا به طور کلی رد کرد؛ به این معنی اس که هیچ اقدام دیگری در مورد آن انجام نخواهد شد. اگر کمیته اصلاحات گسترده ای را تصویب کرده باشد، ممکن است نمایندگان تصمیم بگیرند که پیشنهاد قانونی جدیدی را که شامل همه اصلاحات است گزارش دهند. این به عنوان "لایحه تمیز(clean bill)" شناخته می شود که دارای یک شماره جدید است.

## موضوعات طرح

### برنامه ریزی طرح
اصطلاح برنامه ریزی طرح به معنای کار بر روی زیرمجموعه ها در جزئیات پیچیده است. بیانیه های هدف گسترده تر ممکن است به عنوان نقشه های راهی مجازی عمل کنند. برنامه ریزی به معنای واقعی کلمه فقط به معنای ایجاد یک برنامه است؛ می تواند به سادگی یک لیست باشد. با این حال، این یک معنای فنی به دست نیاورده است، اما برای پوشش حوزه قوانین و مقررات دولتی مربوط به استفاده از منابع.
برنامه ریزی می تواند به معنای استفاده برنامه ریزی شده از هر و همه منابع باشد، مانند جانشینی برنامه های پنج ساله که از طریق آن دولت اتحاد جماهیر شوروی سعی در توسعه کشور داشت. با این حال، این اصطلاح بیشتر در رابطه با برنامه ریزی برای استفاده از زمین و منابع مرتبط استفاده می شود، به عنوان مثال در برنامه ریزی شهری، برنامه ریزی حمل و نقل، و غیره.
در یک زمینه دولتی، "برنامه ریزی طرح" بدون هیچ گونه توضیحی به احتمال زیاد به معنای کنترل استفاده از زمین است. همچنین به منطقه بندی مراجعه کنید.

### برنامه ریزان
برنامه ریزان متخصصانی هستند که آموزش لازم را برای اتخاذ یا تصمیم گیری هایی دارند که به جامعه کمک می کند یا آن را متعادل می کند تا محیطی کارآمد، زیبا و راحت داشته باشد.

### روش شناسی
مفهوم های مانند برنامه ریزی از بالا به پایین (برخلاف برنامه ریزی از پایین به بالا) شباهت هایی با تفکر سیستمی پشت مدل از بالا به پایین دارد. این موضوع به زمینه های گسترده ای مانند روانشناسی، نظریه بازی ها، ارتباطات و نظریه اطلاعات می پردازد که روش های برنامه ریزی را که مردم می خواهند استفاده و اصلاح کنند، آگاه می کند؛ و همچنین منطق و علم (یعنی طبیعی گرایی روش شناختی) که به عنوان وسیله ای برای آزمایش قسمت های مختلف یک طرح برای قابلیت اطمینان یا ثبات عمل می کند.
روش های خاص استفاده شده برای ایجاد و اصلاح برنامه های یک طرح به این بستگی دارد که چه کسی قرار است آن را ایجاد کند، چه کسی قرار است از آن استفاده کند و چه منابعی برای انجام این کار در دسترس است. روش هایی که یک فرد در ذهن یا سازمان دهنده شخصی خود استفاده می کند ممکن است بسیار متفاوت از مجموعه تکنیک های برنامه ریزی موجود در یک اتاق هیئت مدیره شرکت باشد، و برنامه ریزی انجام شده توسط یک مدیر پروژه اولویت ها و ابزارهای مختلفی را برای برنامه ریزی انجام شده توسط یک مهندس یا طراح صنعتی دارد.